# Jorge Pensi Lombardo
Jorge Pensi Lombardo (Buenos Aires, 1946) és un arquitecte i dissenyador industrial establert a Barcelona des del 1977.
Entra a formar part del Grup Berenguer format per Norberto Chaves, Oriol Pibernat i Alberto Lievore. Aquest grup combina l'ensenyament i teoria del disseny amb la pràctica. Fins al 1984 col·labora amb Alberto Lievore i a partir d'aquest any crea el seu propi estudi on des del 1987 treballa amb Diego Slemenson.
S'ha especialitzat en el disseny de mobles, imatge de producte i disseny de muntatges. Ha treballat amb moltes de les productores més importants de disseny contemporani tant a nivell nacional com internacional (Amat, Punt Mobles, B.Lux, Cassina, Driade, Kusch+Co, etc.). Des del 1996 col·labora amb Eduardo Campoamor en projectes d'arquitectura i interiorisme. Imparteix classes a les escoles Eina i ELISAVA de Barcelona. El 1997 li va ser atorgat el Premio Nacional de Diseño.
Els seus dissenys han estat guardonats amb nombrosos premis Delta ADI FAD, el Design Auswahl del Centre de disseny de Stuttgart, etc. Les seves obres formen part de les col·leccions de diferents museus de disseny d'arreu del món destacant el Vitra Design Museum de Weil am Rhein.
Entre les seves peces més emblemàtiques destaquem la cadira de braços Toledo (1988), el llum de suspensió Olympia Billar (1990) o la cadira ¡Hola! (1997).